# Throw up (graffiti)

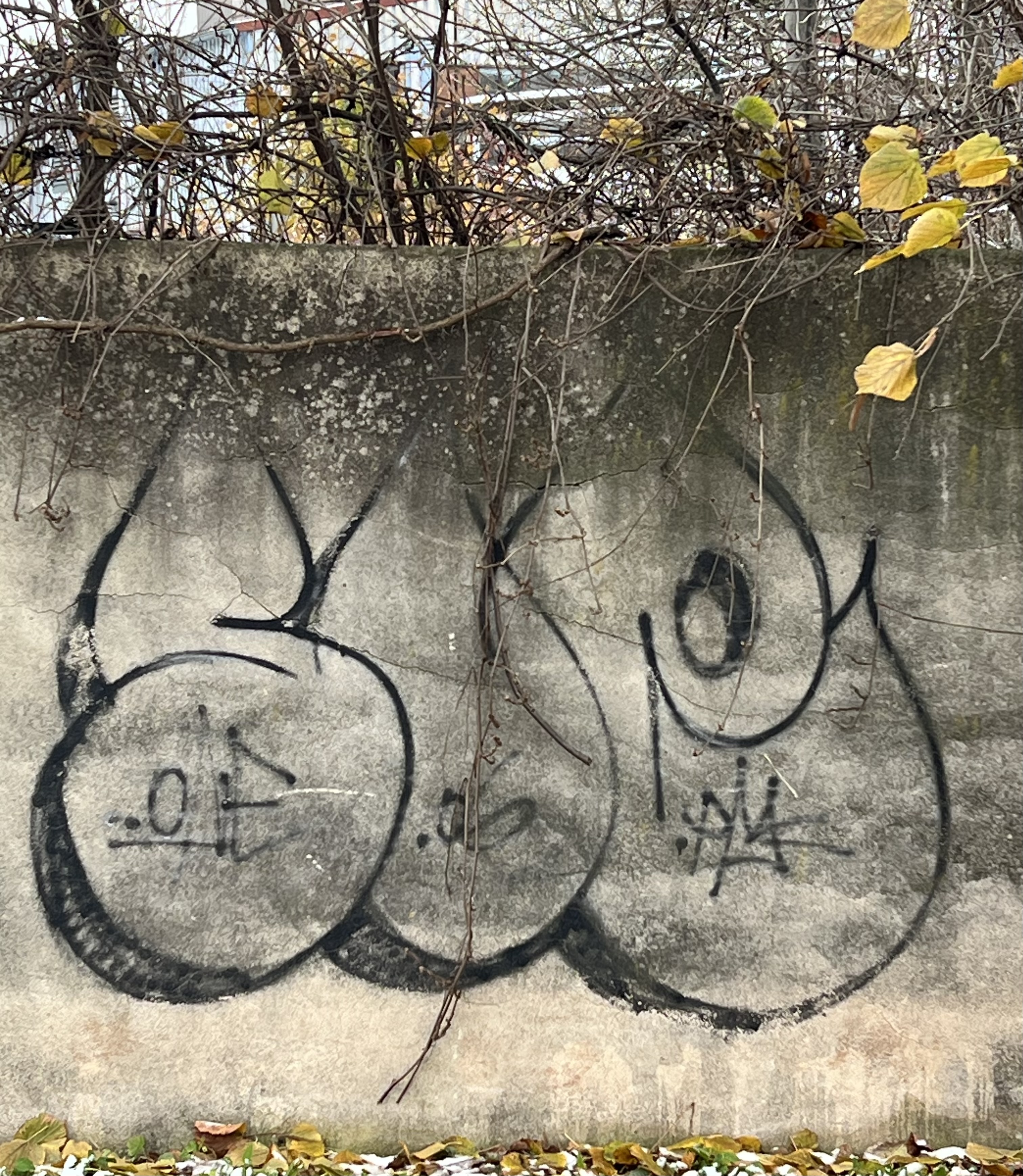
Throw up „Sie“ ve Dvoře Králové nad Labem z roku 2006 (stav 2023).

Throw up patří mezi jednu ze tří základních forem graffiti. Samotný název je odvozen z anglického hovorového výrazu „throw up“ (vrhnout), což má reflektovat to, že písmena jsou navržena tak, aby mohla být co nejrychleji napsána (vrhnuta) na plochu. Throw up by měl ze své definice být prostý, jednoduše i rychle proveditelný a snadno zapamatovatelný.

## Definice
Za throw up se podle obecné charakteristiky považuje druh graffiti typický svou jednoduchostí písmen ve srovnání s „piecem“; zároveň je však složitější než samotný „tag“. Mezi další typické rysy je častá dvoubarevnost a to barvou obrysovou a výplní, kdy autor obvykle v počátcích načrtne tvar barvou jím určenou pro výplň, následně jej vybarví a nakonec celý throw up obtáhne barvou obrysovou. Někdy však dochází k výtváření pouhých obrysů bez výplně, což bývá graffiti terminologií označováno jako hollow. K urychlení celého procesu často bývá psáno buď pouhé první písmeno, nebo jsou psány první dvě písmena či první a poslední písmeno přezdívky a to obzvlášť v případě, že autor používá delší název. Hlavním účelem throw upů bývá umožnit autorovi co nejrychleji vytvořit nápis na jim vybraném povrchu, což je důležité pro místa s vysokou frekvencí pohybu cizích osob. Tato forma graffiti tak balancuje mezi rychlostí na jedné straně a na straně druhé vizuální působivostí, což umožňuje autorům zanechat svůj podpis ve veřejném prostoru. 
Dle konkrétnější definice lze za throw up označit druh graffiti, který postrádá jakýkoliv volný prostor v rámci každého jednoho písmena, a také neobsahuje žadné prázdné místo mezi všemi písmeny ve jméně. Výška i šířka všech písmen slova je totožná a typicky bývají zaoblená, což z pohledu lidí, kteří se nezabývají graffiti bývá označováno za „bublinová písmena“.

## Druhy throw upů dle struktury písma, výplně a délky
- Characters - throw upy obsahující bytosti nebo motivy a rysy postav.[7]
- Ghost fill in - to jest průhledná výplň, kdy je částečně vidět pozadí, které prosvítá. Na dosažení efektu se používá tryska s větší stopou.
- Hollow - jedná se o throw up, který je tvořen pouze obrysem a nikoli kombinací obrysu a výplně.
- One letter - jednopísmenný throw up obsahující téměř vždy první písmeno autorovy přezdívky.
- One line - neboli throw up jedním tahem, kdy je jeho obrys proveden jedním nepřerušovaným pohybem.[8]
- Two letters - dvoupísmenný throw up obsahující většinou první dvě nebo první a poslední písmeno autorova jména. Dvě písmena umožňují autorovi psát jeho jméno v daleko kratším času a na plochu, kde by celý throw up nebyl možný.[5]
- Wildstyle -  throw up obsahující písmo s těžko čitelnou strukturou pro nezúčastněné aktéry.

## Galerie
Ukázka throw upů a související terminologie:

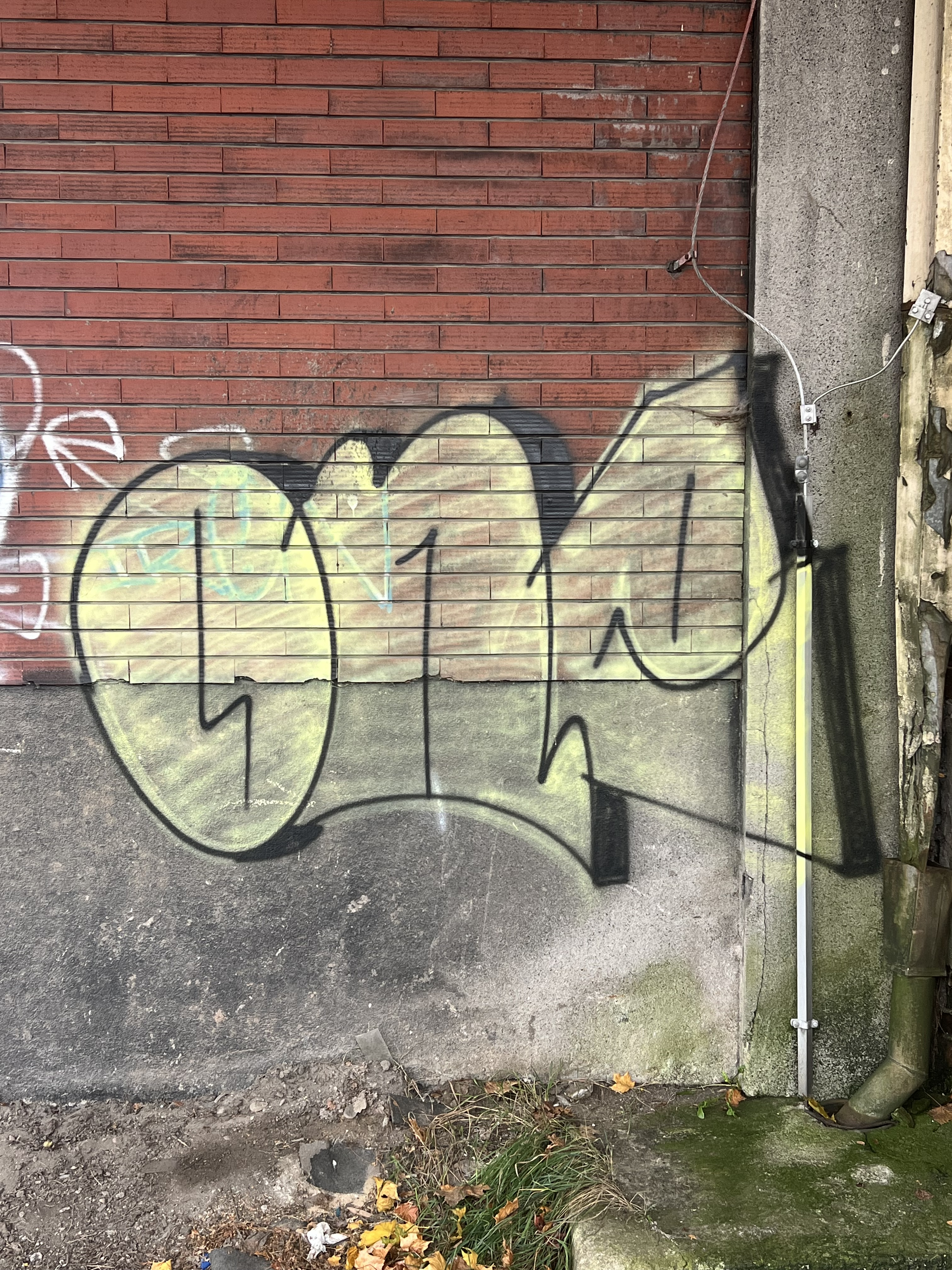
Průhledná výplň u throw upu „One“ na Kladském Předměstí v Náchodě.
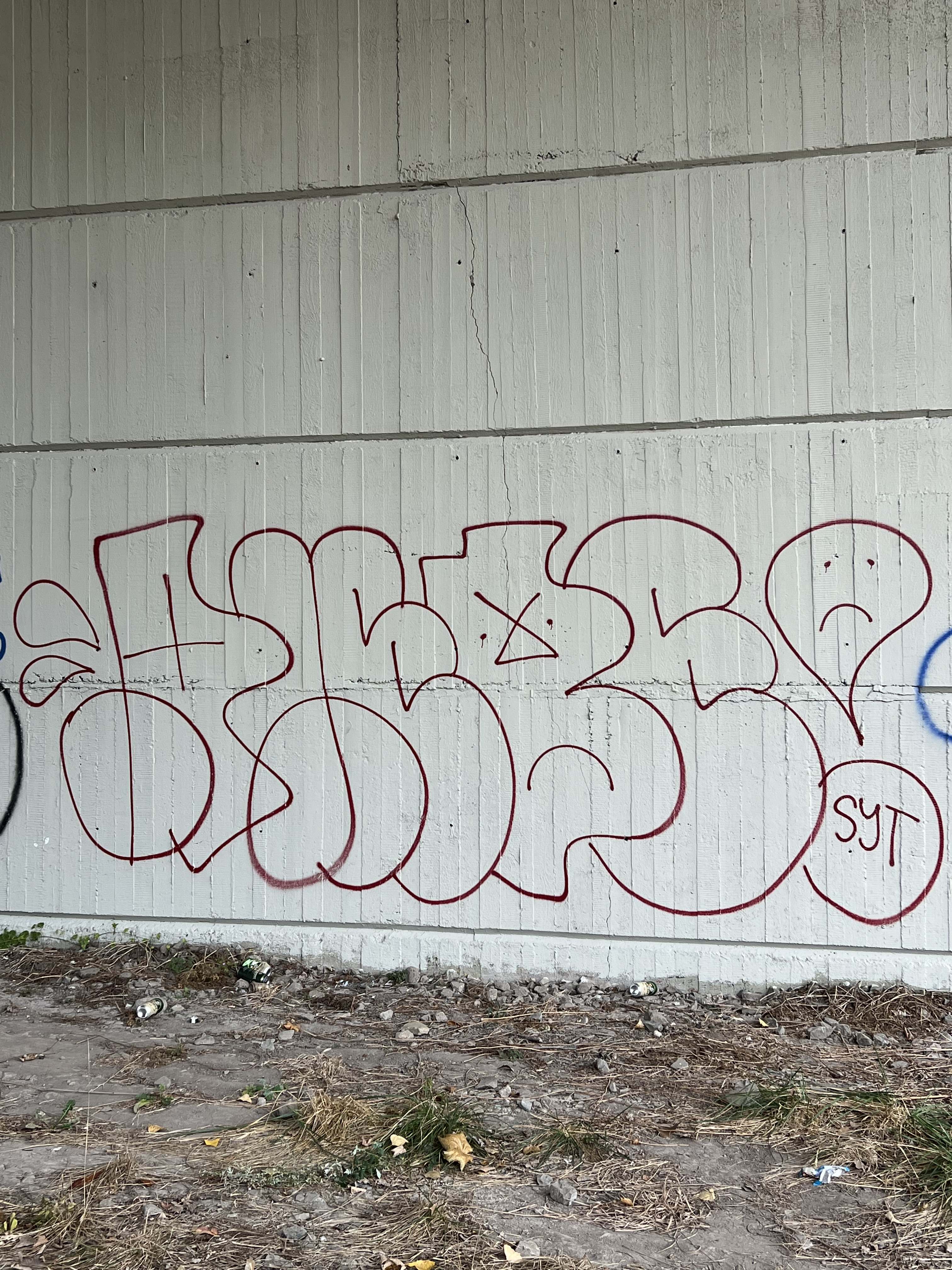
Hollow „Plebe“ v pražských Jinonicích na vlakové zastávce.
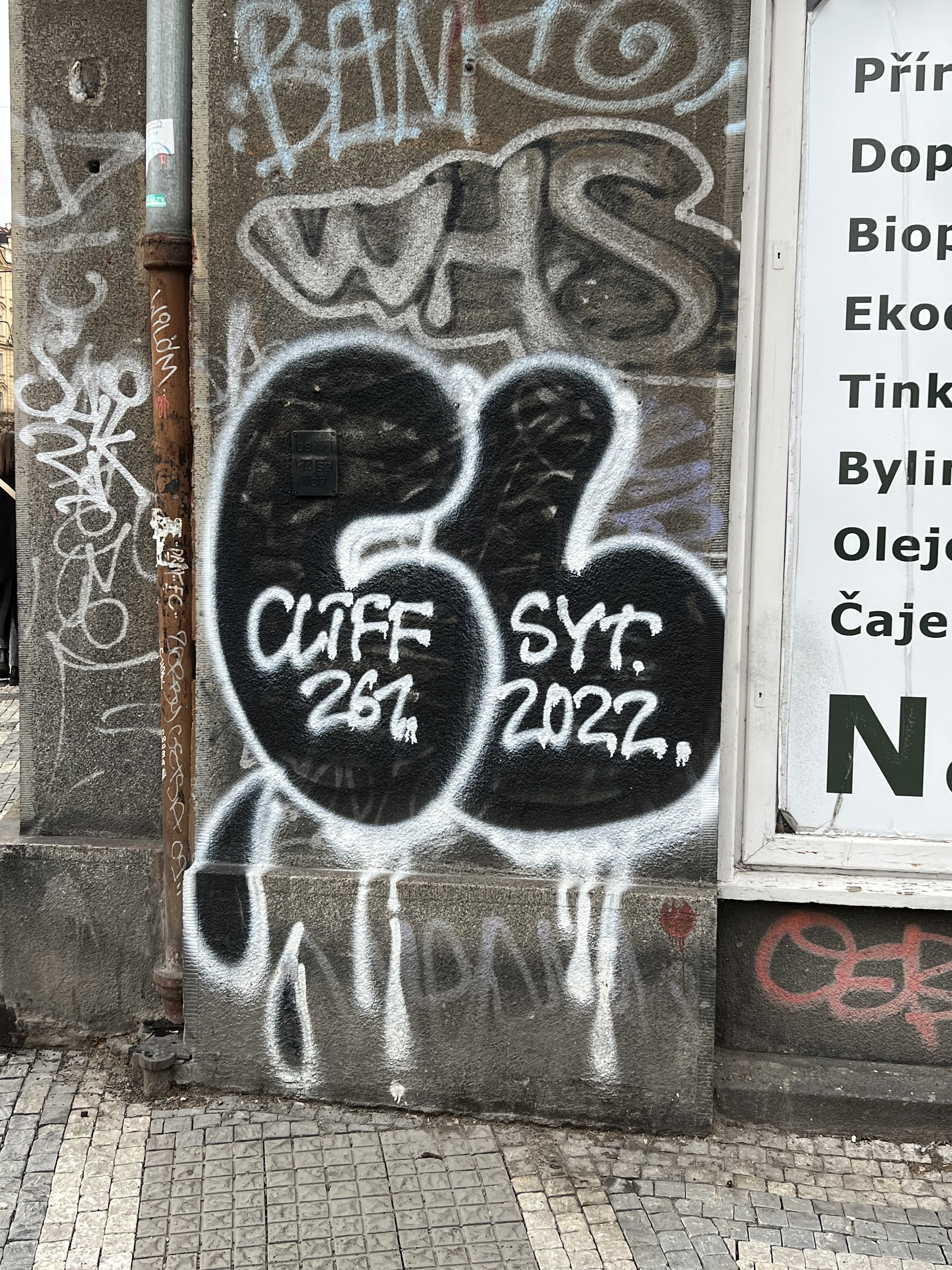
Dvoupísmenný throw up prvních dvou znaků z přezdívky „Cliff261“ nedaleko stanice metra Vltavská.
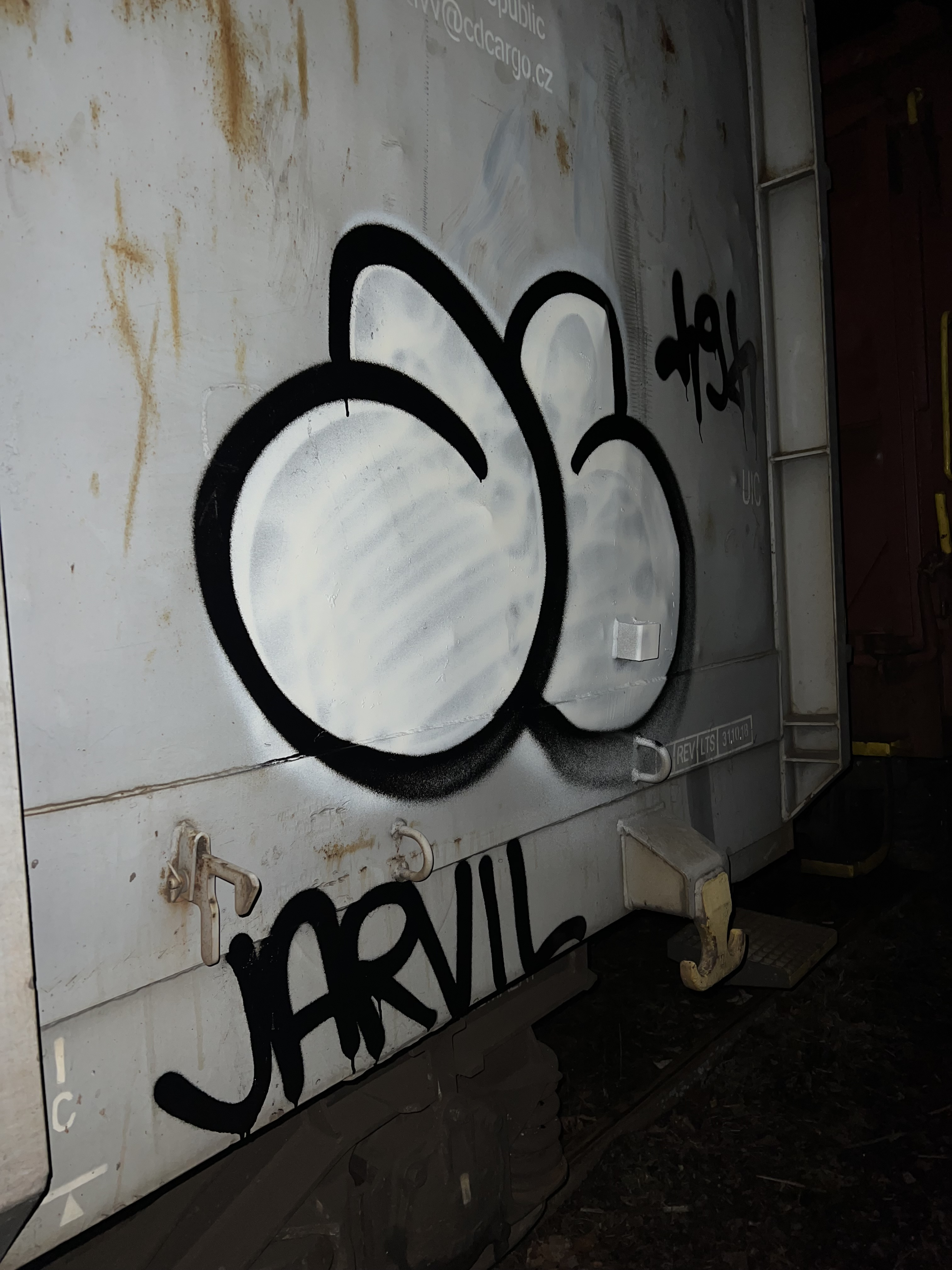
Dvoupísmenný throw up na nákladním vagónu v Hronově obsahující první a poslední písmeno přezdívky „Jarvil“.
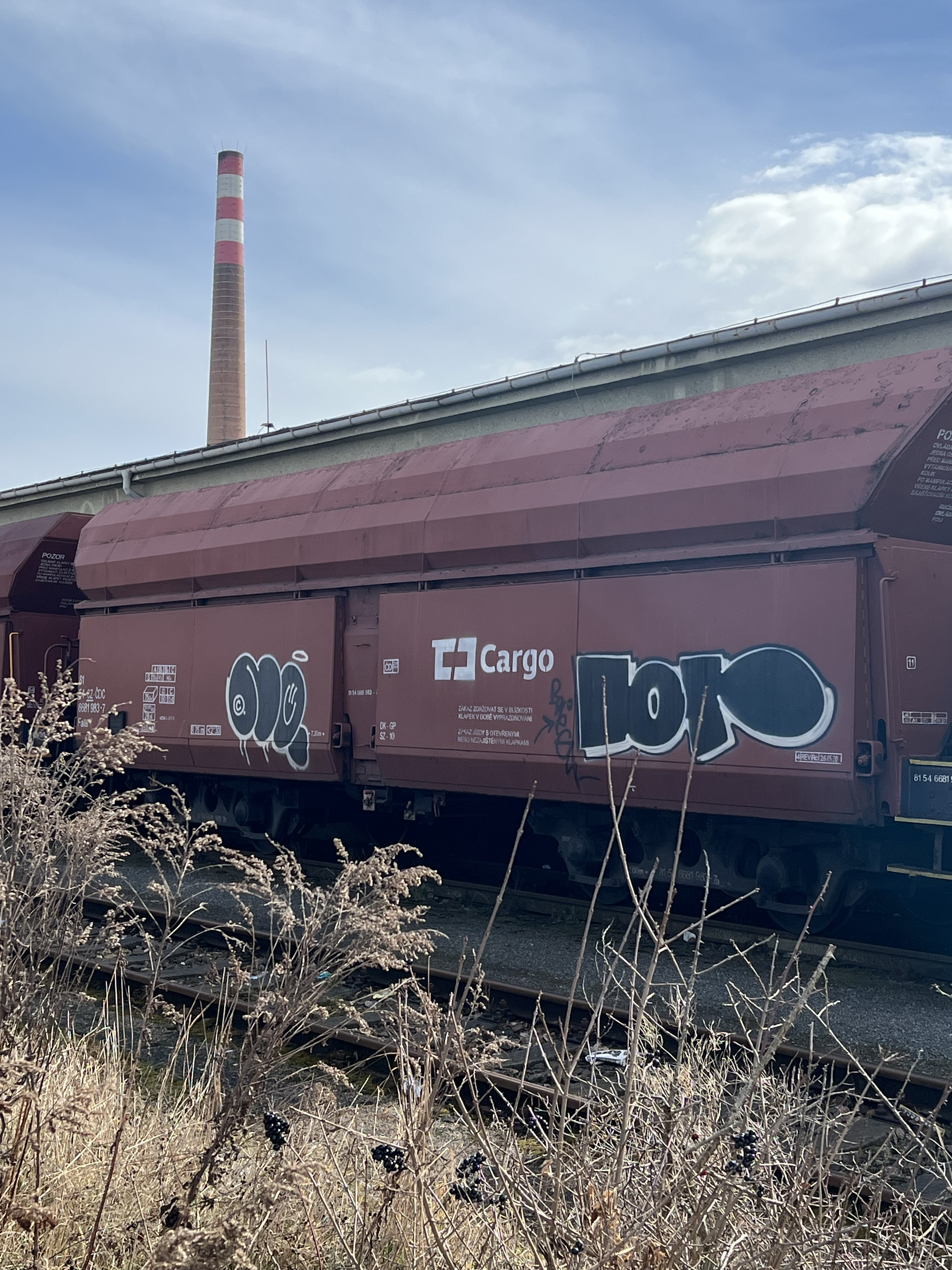
Dvoupísmenné throw upy autorů „Nofacer“ („Facer“) a „Breg“ na nákladním vagónu u teplárny ve Dvoře Králové nad Labem.

## Historie
Prvotní rozšíření a zpopularizování throw upu jakožto stylu tvoření graffiti se dá datovat od doby 70. let 20. století, kdy byly tvořeny ve Spojených státech amerických v newyorském metru, jakožto větší verze tagů a postupně se z nich vyvinula nová forma písmen v rámci graffiti disciplíny. Throw upy se postupně rozšiřovaly do ostatních míst, kde následně vznikaly regionální mutace ovlivněné kulturními aspekty daných lokalit, avšak s novodobým rozšířením internetu a globalizace se výrazné rozdíly opět zmenšily.